# Markus Olimstad
Markus Olimstad (* 16. Januar 1994) ist ein norwegischer Snowboarder. Er startet in den Disziplinen Slopestyle und Big Air.

## Werdegang
Olimstad nimmt seit 2012 an Wettbewerben der TTR World Snowboard Tour teil. Dabei holte er in der Saison 2014/15 jeweils im Slopestyle beim Norgescup in Vierli und bei den Pamporovo Freestyle Open seine ersten Siege. In der folgenden Saison siegte er im Slopestyle beim Europacup in Vars und errang bei den X-Games Oslo 2016 den 17. Platz im Big Air. Sein Debüt im Weltcup hatte er im Februar 2016 im Phoenix Snow Park, das er auf dem 13. Platz im Slopestyle beendete. Im März 2018 wurde er norwegischer Meister im Big Air. Bei den X-Games Norway 2018 in Fornebu belegte er den 12. Platz im Big Air. Im Januar 2019 holte er im Slopestyle auf der Seiser Alm seinen ersten Weltcupsieg. Bei den Snowboard-Weltmeisterschaften 2019 in Park City kam er auf den 45. Platz im Slopestyle und bei den X-Games Norway 2019 auf den neunten Rang im Big Air.